# Levante-EMV
Levante-El Mercantil Valenciano è un quotidiano spagnolo, stampato a Valencia. Il giornale appartiene al gruppo editoriale Prensa Ibérica ed è una delle principali pubblicazioni della Comunità Valenciana.

## Storia
Fu fondato nel 1872 con il nome di El Mercantil Valenciano. Durante il primo terzo del XX secolo, il giornale coesistette con altre importanti pubblicazioni, come El Pueblo e Las Provincias.
Negli anni della Seconda Repubblica El Mercantil Valenciano tenne una linea editoriale orientata alla sinistra repubblicana e prossima al Partito Repubblicano Radicale Socialista e Azione Repubblicana. Successivamente si orientò verso le posizioni del partito Sinistra Repubblicana. Dopo lo scoppio della guerra civile continuò ad uscire regolarmente sino al 1939.
Il giornale fu sequestrato dalla FET y de las JONS alla fine del conflitto e fu rifondato come Levante, pubblicando il suo primo numero il 10 aprile 1939. Per tutta la durata della dittatura franchista, il giornale fece parte della rete di giornali del Movimento Nazionale, un gruppo di pubblicazioni locali e regionali di proprietà pubblica e legate al partito unico del regime di Franco. In questi anni coesistette a Valencia con un altro giornale franchista, il quotidiano serale Jornada. Nel 1984 è stata privatizzato tramite asta pubblica dal primo governo di Felipe González.